# 日利納區
49°13′15″N 18°44′26″E / 49.22083°N 18.74056°E

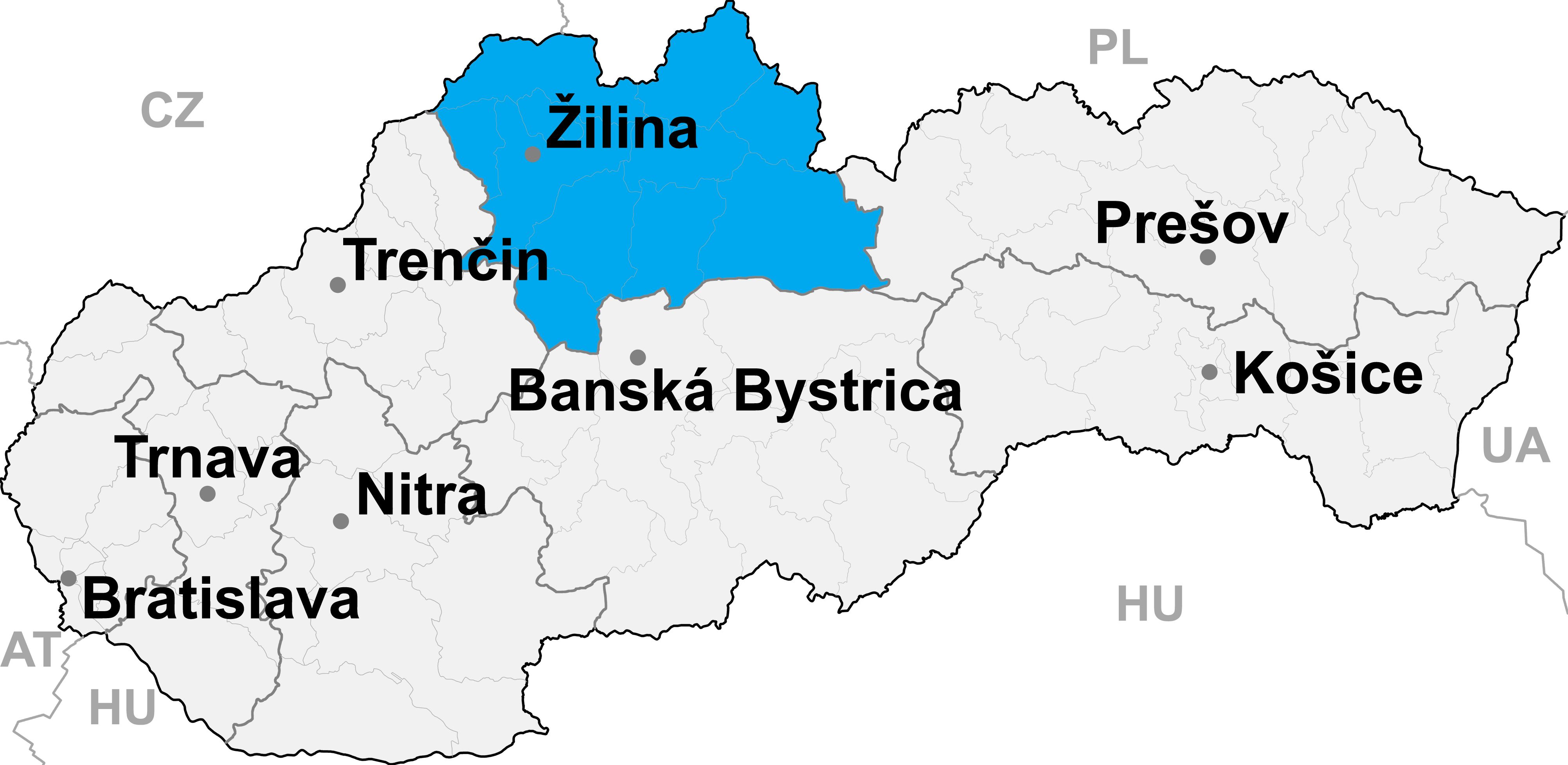

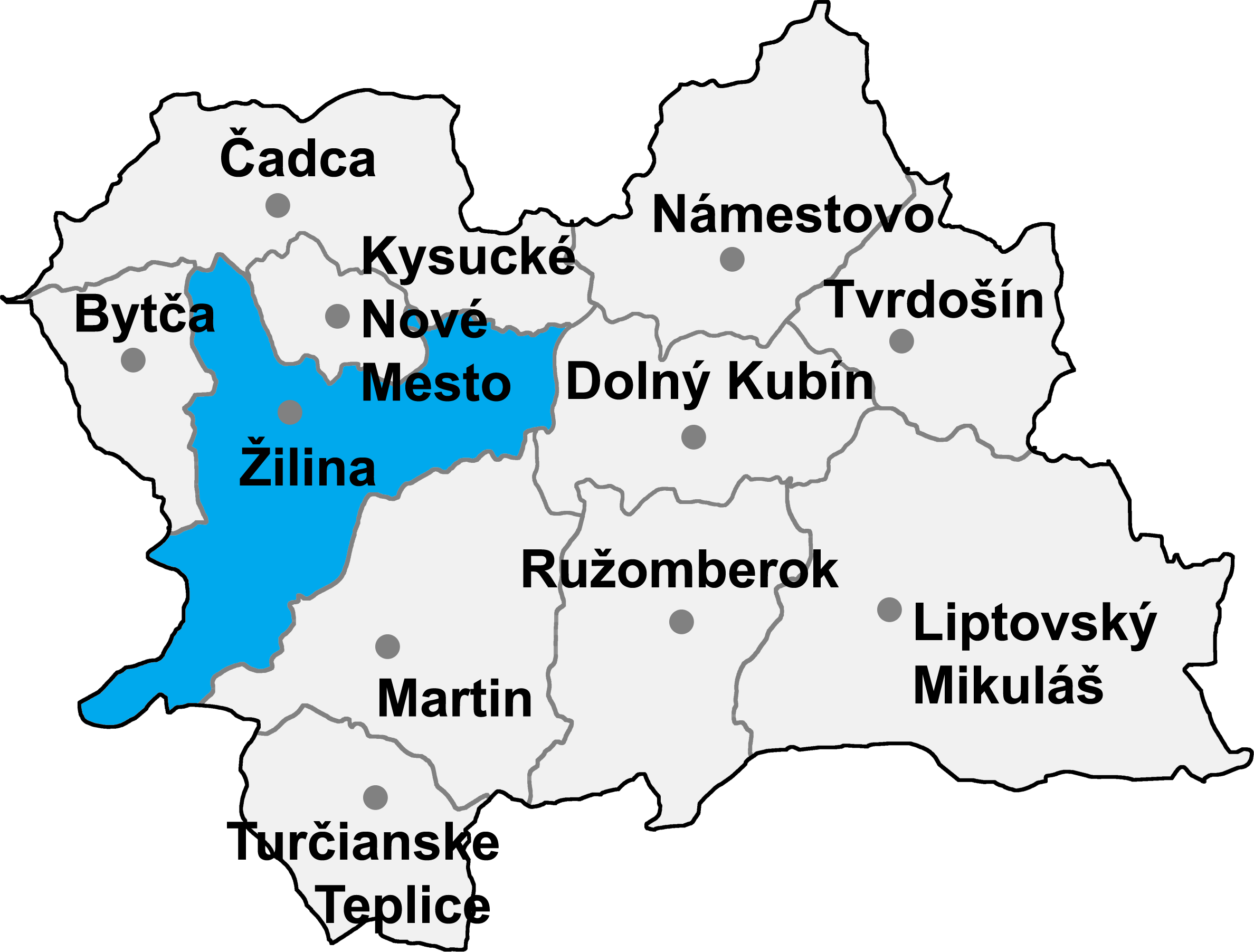

日利納區，是斯洛伐克的一個區，位於該國北部，由日利納州負責管轄，面積815平方公里，2015年該區人口156,411，人口密度每平方公里190人。